# Háyib
El háyib o hachib (en árabe, حاجب ḥāŷib) era un cargo político destacado en algunas cortes musulmanas. Aunque la naturaleza exacta del cargo varía mucho según las regiones y épocas, suele traducirse como chambelán. 

## Etimología y origen oriental
El nombre al que se procede esta subtimacion significa 'cubrir', 'tapar', 'impedir' (de la que procede también el término hiyab. La institución del háyib se llama en árabe ḥiŷāba). El ḥāŷib en su acepción original es el que "tapa", en sentido figurado, la puerta de acceso al gobernante e "impide" el paso a personas no autorizadas. Su función original es la de actuar como jefe de protocolo y gerente del palacio.
El cargo aparece ya en los primeros tiempos de la dinastía omeya de Damasco, como secretario de los califas, encargado de introducir a los visitantes y supervisar la organización de las audiencias solemnes. Durante el gobierno de la dinastía abasí el cargo adquirió más relevancia, hasta el punto de que llegar a ser uno de los dos puestos más importantes de la corte, junto al de visir. El háyib, jefe del personal de palacio y maestro de ceremonias, estaba en principio por debajo del visir o ministro, que asistía al califa en las funciones de gobierno, pero de hecho solía rivalizar con él en los dos primeros siglos del Imperio abasí. Después, cuando los visires acabaron por convertirse en gobernantes de facto eclipsando a los califas, el háyib, quien tenía a su cargo a los destacamentos de la guardia palatina, frecuentemente competía con el amir o jefe del ejército.

## En Al-Ándalus
Al contrario que en oriente, tanto en el Emirato como en el califato de Córdoba, el cargo de háyib fue siempre superior al de los visires. Estos eran asesores o consejeros, mientras que el háyib actuaba como un primer ministro, asistía al monarca en las funciones de gobierno, controlaba la administración civil, la cancillería y las finanzas. Llegó a funcionar como un representante del emir en el caso de Al-Ándalus (hasta Abderramán III, primer califa de Al-Ándalus) y posteriormente del Califa; se comprende, pues, el inmenso poder que llegó a alcanzar Almanzor, háyib del joven califa Hisham II. Y de hecho, tras la desaparición del califato, los reyes de taifas adoptaron con más frecuencia el título de háyib, dado su prestigio, que el de málik ('rey').